# Фельдкірхен-бай-Грац
Фельдкірхен-бай-Грац (нім. Feldkirchen bei Graz) — ярмаркова громада та містечко в Австрії, у федеральній землі Штирія. Центр громади — Фельдкірхен-бай-Грац. 

## Поховання українських в'язнів концтабору Талергоф
На місцевому цвинтарі було перепоховано останки загиблих в'язнів концентраційного табору Талергоф, оскільки на попередньому місці поховання та розташування табору збудовано аеропорт «Грац».

Каплиця на місцевому цвинтарі в честь загиблих в'язнів концтабору Талергоф
Меморіальна дошка від земляків із Лемківщини
Меморіальна дошка на 90-ті роковини
Список загиблих